# 天神川 (岐阜県)
天神川（てんじんがわ）は、木曽川水系の一級河川。岐阜県岐阜市を流れる。鳥羽川・伊自良川・長良川を経て伊勢湾に至る木曽川の4次支川。

## 地理
岐阜県岐阜市の百々ヶ峰が水源。南西方向に流れ出て、不動池に至り、松籟団地の南の外れを流れる。真竜寺の前から南に流れを変え、岐阜県道77号岐阜環状線をくぐった後、長良川カントリー倶楽部からの伏流を水源とする支川(改修前はこちらの川筋が太かった)を合流して西に流れを変え、環状線に並行して流れる。川の名の由来である長良天神神社の北側を流れ、高富街道（国道256号）をくぐり、ピアゴ長良店の北側を流れる。岐阜北警察署の西で環状線をくぐり、岐阜市下土居（岐阜市立青山中学校の北）で鳥羽川に合流する。

## 親水エリア
天神川は、住宅地の中を流れており、福光西橋から上流は河川改修と同時に親水エリアとして整備された。多くの特徴がある橋が架けられている。ベンチが設置され憩いの場として使われている橋、東屋が置かれている橋、モニュメントが設置されている橋などがある。両岸の道路の一部はレンガ敷きになっており、両岸から水辺に降りられる階段が設置されている。